# Pedro Matías
Pedro Matías, OFM (falecido em 1615) foi um prelado católico romano que foi nomeado bispo de Nueva Caceres (1612–1615).

## Biografia
Pedro Matías foi ordenado sacerdote na Ordem dos Frades Menores. A 17 de setembro de 1612, foi nomeado durante o papado do Papa Paulo V como Bispo de Nueva Cáceres. Faleceu antes de ser consagrado em 1615.